# New Adventures in Hi-Fi
New Adventures in Hi-Fi är ett album av den amerikanska rockgruppen R.E.M., utgivet i september 1996. Albumet var deras sista med trummisen och originalmedlemmen Bill Berry, som lämnade gruppen året därpå, och också det sista som producerades av Scott Litt, som producerat flera av deras tidigare album.
Albumet nådde förstaplatsen på albumlistan i Storbritannien och andra plats på Billboardlistan. Låtarna "E-Bow the Letter", "Bittersweet Me", "Electrolite" och "The Wake-Up Bomb" släpptes även som singlar. "E-Bow the Letter", på vilken sångerskan Patti Smith medverkar, blev en hit i Storbritannien med en fjärdeplats på singellistan.

## Låtlista
Samtliga låtar skrivna av Bill Berry, Peter Buck, Mike Mills och Michael Stipe.
1. "How the West Was Won and Where It Got Us" – 4:31
2. "The Wake-Up Bomb" – 5:08
3. "New Test Leper" – 5:26
4. "Undertow" – 5:09
5. "E-Bow the Letter" – 5:24
6. "Leave" – 7:17
7. "Departure" – 3:29
8. "Bittersweet Me" – 4:05
9. "Be Mine" – 5:33
10. "Binky the Doormat" – 5:01
11. "Zither" – 2:34
12. "So Fast, So Numb" – 4:12
13. "Low Desert" – 3:31
14. "Electrolite" – 4:05